# Мерерука
Мерерука (егип. Mrr.wj k3.j — «Мой Ка любит меня») — вельможа при фараоне Тети, один из наиболее влиятельных чиновников в период VI династии, когда влияние вельмож на местах крепло.
Также Мерерука известен по второму «красивому» имени Мери.

## Биография
Матерью Мереруки была знатная дама Неджетемпет. Мерерука служил при фараоне Тети, первом фараоне VI династии Древнего Царства и был женат на его дочери царевне Сешешет Уаджитхетхор (Wadjet-khet-hor) (также именуемая Идут). У Мереруки было несколько детей от главной жены (сын Меритети, дочери Небетпернесут и Ибнейтнуб) и ещё 5 сыновей от второй жены.
Мастаба Мереруки примыкает к мастабе визиря Кагемни, что свидетельствует о преемственности Мерерукой власти Кагемни. Оба через браки на царевнах приходились друг другу родственниками.
Мерерука носил множество титулов, включая чати, что делало его вторым по значимости в Египте после фараона. Среди прочих государственных титулов были: Надзиратель над жрецами при пирамиде Тети, Управитель дворца, Главный херихеб, Смотритель королевских переписчиков, Руководитель всех работ фараона. Последний титул указывает на то, что Мерерука занимался строительством пирамиды фараона.

## Гробница
Мастаба Мереруки лежит в некрополе Саккары и примыкает к гробнице Кагемни. Его мастаба — крупнейшая и сложная (всего 33 коридора и камеры) среди всех нецарских гробниц Саккары. Росписи при входе в гробницу показывают Мереруку, играющего в настольные игры, а также рисующим трёх божеств, символизирующих три сезона года. Первые три камеры украшены сценами охоты, показывают мебельщиков и ювелиров за работой. Реалистичная статуя Мереруки и ложная дверь расположены в сердабе прямо над погребальной камерой. В мастабе хорошо сохранились росписи и рельефы. Она оставалась сокрытой от глаз, пока в 1893 году не была обнаружена и раскопана Жаком де Морганом из Службы египетских древностей. Однако, первое наиболее полное издание о гробнице издаст Прентис Дуэлл спустя 40 лет, в 1936 году.
Мереруке отведены 21 камеры мастабы, его жене (камеры B) и сыну Меритети (камеры C) — по 5. Общий размер мастабы Мереруки составляет 23 метров с востока на запад, 30 метров с севера на юг (41 метр с включением камер Меритети) и 4,5 метров в высоту (потолки внутри мастабы едва выше 4 метров). Погребальный комплекс царевны слева от входа в гробницу содержит её изображения в сцене получения даров фараона, включая резную мебель на фоне танцующих девушек. В другой сцене она изображена с тремя собаками (егип. tjesem, близкие к грейхаундам) и обезьянкой.
На стене камеры № 7 царевна восседает с супругом на широком ложе, играющей на арфе для его успокоения. Некоторые комнаты гробницы остались недекорированными и использовались как хранилища.
Сцена охоты на болоте из гробницы Мереруки показывает пятерых мужчин в тростниковой лодке на фоне живой природы, птиц, прикрывающих птенцов своими крылами, некого вида мангуста. Также имеется изображение взрослого бегемота, напавшего и убившего крокодила на берегу Нила, в то время, как на заднем плане другой крокодил собирается напасть на новорожденного бегемота. Другие сцены показывают скульпторов и резчиков по камню за работой, а Мереруку и его жену — пришедших в ювелирную мастерскую, где некоторыми мастерами были карлики.

## В популярной культуре
Стилизованная копия сцены в нижнем регистре северной стены камеры А12, изображающей пятерых мужчин, давящих виноград длинными шестами, используется в качестве логотипа итальянской винодельни Sella e Mosca близ Альгеро.